# 신양 나들목
신양 나들목(Sinyang IC)은 충청남도 예산군 신양면 신양리와 대덕리에 걸쳐 설치된 서산영덕고속도로의 5번 교차로이다. 나들목 진출입로는 신양면 만사리와 접하고 있다. 본래 예당 나들목으로 계획되어 있었으나 지역 주민의 요구로 인해 명칭을 '신양 나들목'으로 변경하여 개통하였다. 예산군 신양면, 청양군 운곡면으로 진출할 수 있으며, 인근에 예당저수지가 있다.

## 연혁
- 2009년 5월 28일 : 당진상주고속도로 당진 ~ 대전 구간 개통에 따라 영업 개시[2]

## 구조물 정보
- 위치: 충청남도 예산군 신양면 신양리, 대덕리
- 영업소: 충청남도 예산군 신양면 서산영덕고속도로 38

## 접속하는 도로
- 청신로 (국가지원지방도 제70호선, 지방도 제645호선)

## 교통량 정보
| 요금소        | 통행량 (대/일) | 통행량 (대/일) | 통행량 (대/일) | 통행량 (대/일) | 통행량 (대/일) | 통행량 (대/일) | 통행량 (대/일) | 통행량 (대/일) | 통행량 (대/일) | 통행량 (대/일) | 각주  |
| 요금소        | 2007년         | 2008년         | 2009년         | 2010년         | 2011년         | 2012년         | 2013년         | 2014년         | 2015년         | 2016년         | 각주  |
| ------------- | -------------- | -------------- | -------------- | -------------- | -------------- | -------------- | -------------- | -------------- | -------------- | -------------- | ----- |
| 신양 (폐쇄식) | 미개통         | 미개통         | 1,500          | 1,619          | 1,650          | 1,609          | 1,666          | 1,689          | 1,639          | 1,685          | [ 3 ] |
| 요금소        | 2017년         | 2018년         | 2019년         |                |                |                |                |                |                |                | [ 3 ] |
| 신양 (폐쇄식) | 1,584          | 1,499          | 1,569          |                |                |                |                |                |                |                | [ 3 ] |